# Sveriges herrlandslag i basket

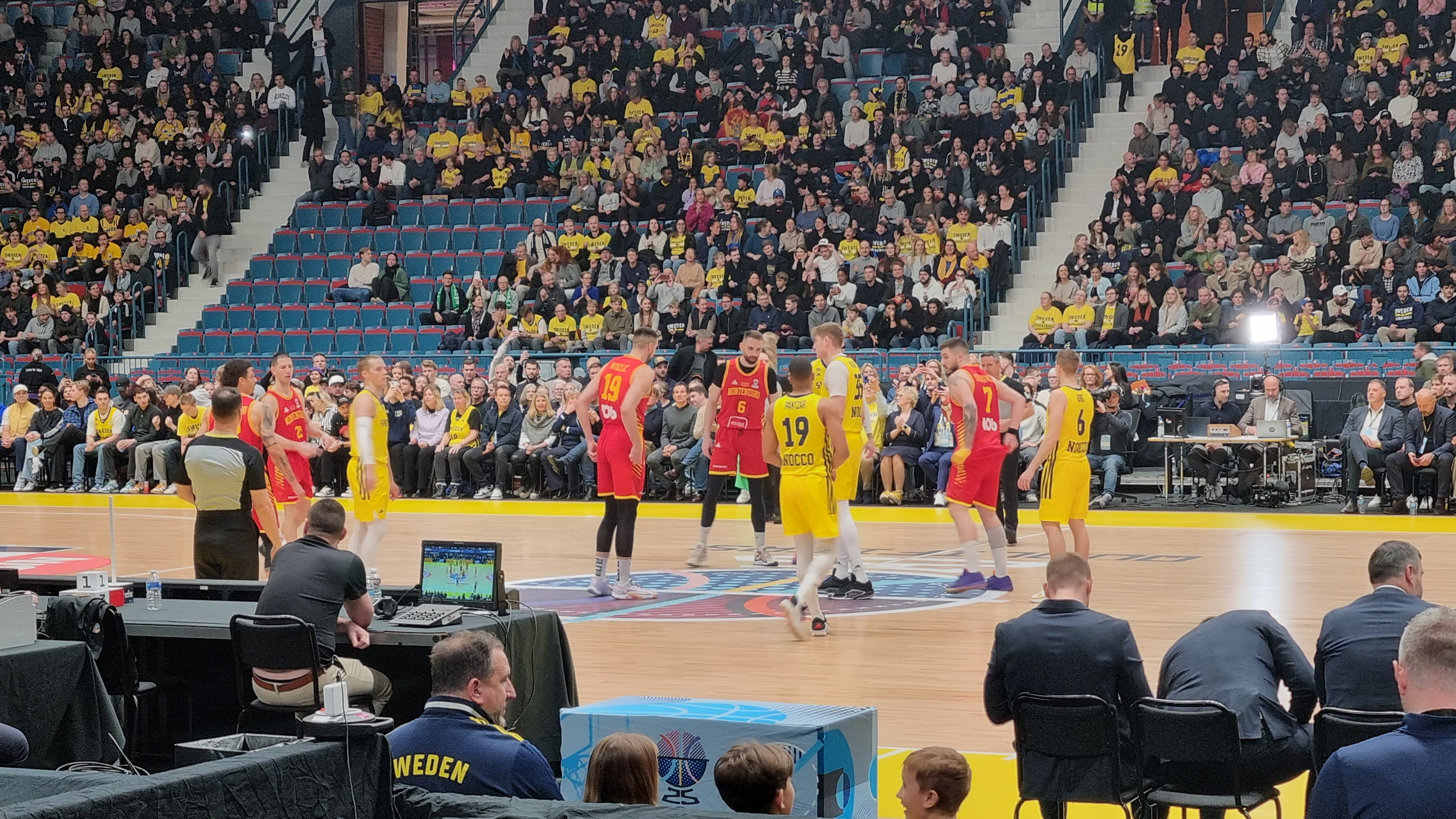
Sverige i en basketmach mot Montenegro 2025.

Sveriges herrlandslag i basket representerar Sverige i basket för herrar. Första landskampen spelades i Stockholm den 6 december 1952, där Sverige besegrade Danmark med 55-45. Den 20 mars 1953 spelade Sverige mot Finland i Stockholm, och förlorade med 49-62. Sedan dröjde det till den 10 oktober 1970 i Åbo, då Sverige slog Finland med 63-57, innan Sverige lyckades bryta den finländska segersviten. Senast Sverige var med i ett EM var 2013 där de deltog i EuroBasket i Slovenien och slutade på en 13:e plats. Sveriges största framgång är deltagandet i OS i Moskva 1980.

## EM-kval
EM eller "Eurobasket" spelas var fjärde år. Sverige har inlett kvalet till Eurobasket 2021. I den första omgången ställdes Sverige mot Danmark och Belarus. Sverige vann gruppen och gick därmed direkt vidare till det stora EM-kvalet som inleds i februari 2020. Där blev det dock respass och Sverige kvalificerade sig inte till EuroBasket 2022. 2025 kvalificerade sig Sverige till EM.

### 2024/2025 (kval till EM 2025)
EM-kval
| Datum            | Spelplats             | Hemmalag   | Bortalag   | Resultat |
| ---------------- | --------------------- | ---------- | ---------- | -------- |
| 22 februari 2024 | Partille, Sverige     | Sverige    | Bulgarien  | 84–70    |
| 25 februari 2024 | Podgorica, Montenegro | Montenegro | Sverige    | 95–70    |
| 22 november 2024 | Sverige               | Sverige    | Tyskland   | 73-72    |
| 25 november 2024 | Tyskland              | Tyskland   | Sverige    | 80-61    |
| 20 februari 2025 | Bulgarien             | Bulgarien  | Sverige    | 81-77    |
| 23 februari 2025 | Sverige               | Sverige    | Montenegro | 86-83    |

### 2019/2020 (kval till EM2021)
EM-kval
Sverige vann sin grupp i förkvalet och kvalificerade sig därmed till EM-kvalet. 
| Datum             | Spelplats     | Hemmalag      | Bortalag      | Resultat |
| ----------------- | ------------- | ------------- | ------------- | -------- |
| 21 februari, 2020 | Kroatien      | Kroatien      | Sverige       | 72-56    |
| 24 februari, 2020 | Stockholm     | Sverige       | Turkiet       | 87-80    |
| 26 november, 2020 | Nederländerna | Nederländerna | Sverige       | 78-76    |
| 29 november, 2020 | Sverige       | Sverige       | Kroatien      | 72-87    |
| 19 februari, 2021 | Turkiet       | Turkiet       | Sverige       | 88-80    |
| 22 februari 2021  | Sverige       | Sverige       | Nederländerna | 74-59    |

#### Förkval
Eftersom Sverige kom på sista plats i VM-kvalgruppen var herrlandslaget tvunget att spela ett förkval till EM-kvalet. Hemma- och bortamatcher mot Danmark och Belarus. I den första bortamatchen mot Danmark förlorade Sverige överraskande. Efter denna match fick förbundskapten Vedran Bosnic, som varit förbundskapten sedan 2014, avgå. In kom istället nuvarande förbundskapten Hugo Lopez, en spanjor som tidigare varit assisterande coach i Real Madrid. Under Lopez ledning vann Sverige sedan stort hemma mot Belarus. Det följdes upp med en vinst på hemmaplan på Danmark. Dessa vinster innebar att Sverige hade råd att förlora med 27 poäng borta mot Belarus och ändå vinna gruppen.
Framträdande spelare för Sverige under detta förkval var Ludde Håkanson, Viktor Gaddefors, Johan Löfberg och Chris Czerapowicz.
| Datum              | Spelplats                 | Hemmalag | Bortalag | Resultat |
| ------------------ | ------------------------- | -------- | -------- | -------- |
| 14 september, 2018 | Ballerup Arena, Köpenhamn | Danmark  | Sverige  | 76-72    |
| 29 november, 2018  | Fyrishov, Uppsala         | Sverige  | Belarus  | 87-59    |
| 21 februari, 2019  | Baltiska hallen, Malmö    | Sverige  | Danmark  | 79-74    |
| 24 februari, 2019  | Minsk                     | Belarus  | Sverige  | 73-60    |

Sverige går vidare som gruppvinnare till nästa steg i EM-kvalet som spelas i november 2019, februari 2020 och november 2020.

### 2016 (kval till EM2017)
| Datum              | Spelplats          | Hemmalag            | Bortalag            | Resultat |
| ------------------ | ------------------ | ------------------- | ------------------- | -------- |
| 3 september, 2016  | Sarajevo           | Bosnien&Hercegovina | Sverige             | 74-71    |
| 7 september, 2016  | IFU Arena, Uppsala | Sverige             | Ryssland            | 73-85    |
| 14 september, 2016 | Hovet, Stockholm   | Sverige             | Bosnien&Hercegovina | 76-78    |
| 17 september, 2016 | Krasnodar          | Ryssland            | Sverige             | 63-59    |

## VM-kval
VM spelas var fjärde år från och med 2019 då det avgörs i Kina. År 2023 avgörs det i Filippinerna. Sverige har aldrig deltagit i VM.

### 2021/2022 (kval till VM2023)

#### Förkval
Sverige spelade det första steget i augusti 2021 mot Portugal och Luxemburg. Matcherna spelades i portugisiska Matosinhos i en så kallad FIBA-bubbla, på grund av Coronapandemin. Förbundskapten för Sverige var Hugo Lopez, assisterad av Pontus Frivold och Kenny Grant Jr. Efter en inledande förlust mot Portugal vann Sverige resterande matcher och kvalificerade sig för vidare kval. Sveriges 129 poäng mot Luxemburg var nytt poängrekord för Sverige i en officiell FIBA-match.
| Datum            | Spelplats  | Hemmalag  | Bortalag  | Resultat |
| ---------------- | ---------- | --------- | --------- | -------- |
| 12 augusti, 2021 | Matosinhos | Sverige   | Portugal  | 77-79    |
| 14 augusti, 2021 | Matosinhos | Luxemburg | Sverige   | 76-129   |
| 16 augusti, 2021 | Matosinhos | Portugal  | Sverige   | 60-79    |
| 18 augusti, 2021 | Matosinhos | Sverige   | Luxemburg | 94-58    |

Sverige vann gruppen och kvalificerade sig därmed för den första rundan i VM-kvalet.

Första rundan
Sverige lottades in i samma grupp som Finland, Slovenien och Kroatien som fjärdeseedade. De tre bästa lagen i gruppen går vidare till nästa runda där de slås ihop med de tre bästa lagen från Grupp D. Lagen tar med sig resultaten från den första rundan och möter de tre lagen från Grupp D i den andra rundan. De tre bästa lagen från denna sexlagsgrupp går till VM.
Slovenien är regerande Europamästare men kommer liksom Finland och Kroatien att sakna sina NBA-spelare de fyra första matcherna. Endast de sista matcherna kan NBA-spelare delta och det är då inte omöjligt att storstjärnan Luka Dončić spelar för Slovenien mot Sverige den 3 juli.
Eftersom konflikten mellan Euroleague och FIBA fortfarande inte är löst kommer inte Euroleaguespelare att kunna delta de första fyra matcherna heller. Detta drabbar i första hand Kroatien. Finland har inga Euroleaguespelare och Sverige har två, Marcus Eriksson i ALBA Berlin samt Jeffery Taylor i Real Madrid.
| Placering | Land      | M | V | F | Poängskillnad | Poäng |
| --------- | --------- | - | - | - | ------------- | ----- |
| 1         | Sverige   | 0 | 0 | 0 | 0-0           | 0     |
| 1         | Finland   | 0 | 0 | 0 | 0-0           | 0     |
| 1         | Kroatien  | 0 | 0 | 0 | 0-0           | 0     |
| 1         | Slovenien | 0 | 0 | 0 | 0-0           | 0     |

| Datum             | Spelplats               | Hemmalag  | Bortalag  | Resultat |
| ----------------- | ----------------------- | --------- | --------- | -------- |
| 25 november, 2021 | Avicii Arena, Stockholm | Sverige   | Finland   |          |
| 28 november, 2021 | Ljubljana               | Slovenien | Sverige   |          |
| 25 februari, 2022 | Zagreb                  | Kroatien  | Sverige   |          |
| 28 februari, 2022 | Avicii Arena, Stockholm | Sverige   | Kroatien  |          |
| 30 juni, 2022     | Espoo                   | Finland   | Sverige   |          |
| 3 juli, 2022      | Hovet, Stockholm        | Sverige   | Slovenien |          |

### 2017/2018 (kval till VM2019)

#### Förkval
Sverige spelade det första steget i augusti 2017 mot Bosnien&Hercegovina, Slovakien och Armenien. Hemmamatcherna spelades den 2 augusti mot Bosnien&Hercegovina, den 16 augusti mot Armenien och den 19 augusti mot Slovakien.
Förbundskapten för Sverige var Vedran Bosnic. Storskytten Marcus Eriksson deltog för Sverige vilket gav svenskarna ännu ett vapen. Tyvärr var Chris Czerapowicz dock skadad. Efter en avgörande insats av Eriksson i den första matchen åkte Sverige på tre raka bortamatcher. I en stekhet hall i Jerevan med takhängda korgar och en extatisk hemmapublik förlorade Sverige. Nästa match spelades mot det på papperet svagaste laget i gruppen, Slovakien. I en nästan folktom arena gjorde Sverige sin svagaste insats i kvalet och förlorade. Nu hade laget kniven på strupen inför en fullsatt arena i Zenica. Laget gjorde dock en mästerlig insats och betvingade bosnierna på bortaplan med Thomas Massamba som segerorganisatör. Sverige vände hemåt och säkrade gruppsegern genom två hemmasegrar i Uppsala.
| Datum           | Spelplats  | Hemmalag            | Bortalag            | Resultat |
| --------------- | ---------- | ------------------- | ------------------- | -------- |
| 2 augusti 2017  | Norrköping | Sverige             | Bosnien&Hercegovina | 81-73    |
| 5 augusti 2017  | Jerevan    | Armenien            | Sverige             | 82-69    |
| 9 augusti 2017  | Bratislava | Slovakien           | Sverige             | 68-59    |
| 12 augusti 2017 | Zenica     | Bosnien&Hercegovina | Sverige             | 72-88    |
| 16 augusti 2017 | Uppsala    | Sverige             | Armenien            | 93-70    |
| 19 augusti 2017 | Uppsala    | Sverige             | Slovakien           | 86-82    |

Sverige vann gruppen och kvalificerade sig därmed för det stora VM-kvalet.

#### Första rundan
Sverige lottades in i en av de svåraste grupperna på papperet. De tre motståndarna Turkiet, Lettland och Ukraina var alla rankade topp 20 i världen. Röster höjdes för att Sverige som gruppsegrare i kvalet borde ha kunnat placerats i Bosniens grupp, där motståndarna hette Frankrike, Ryssland och Belgien. Just det sistnämnda laget var klart svagare än alla lag i Sveriges grupp.
VM-kvalet präglades av konflikten mellan Euroleague och FIBA. Ett stort avbräck för många nationer som inte kunde delta med sina Euroleaguespelare. För Sveriges del innebar det en fördel men Marcus Eriksson skadade sig och kunde inte medverka i de två första matcherna.
| Datum         | Spelplats                 | Hemmalag | Bortalag | Resultat |
| ------------- | ------------------------- | -------- | -------- | -------- |
| 24 nov, 2017  | Stadium Arena, Norrköping | Sverige  | Ukraina  | 76-84    |
| 28 nov, 2017  | Riga Arena, Lettland      | Lettland | Sverige  | 82-73    |
| 21 feb, 2018  | Hovet, Stockholm          | Sverige  | Turkiet  | 59-58    |
| 24 feb, 2018  | Kiev, Ukraina             | Ukraina  | Sverige  | 77-66    |
| 28 juni, 2018 | Hovet, Stockholm          | Sverige  | Lettland | 72-82    |
| 1 juli, 2018  | Ankara, Turkiet           | Turkiet  | Sverige  | 77-52    |

## Meriter
- Världsmästerskap: aldrig deltagit
- Europamästerskap: deltog 1953, 1955, 1961, 1965, 1969, 1983, 1993, 1995 (11:a), 2003 (som hemmalag) och 2013 (13:e).
- Olympiska spelen: deltog 1980 (10:a)